# Floriana FC
Floriana FC is een Maltese voetbalclub uit Floriana, net buiten de hoofdstad Valletta.
Samen met St. George's FC is het een van de twee oudste clubs van het land. Malta was toen nog een kolonie van het Verenigd Koninkrijk en Britten introduceerden er het voetbal.

## Erelijst
- Landskampioen (26x)

1910, 1912, 1913, 1921, 1922, 1925, 1927, 1928, 1929, 1931, 1935, 1937, 1950, 1951, 1952, 1953, 1955, 1958, 1962, 1968, 1970, 1973, 1975, 1977, 1993, 2020
- Beker van Malta (21x)

Winnaar: 1938, 1945, 1947, 1949, 1950, 1953, 1954, 1955, 1957, 1958, 1961, 1966, 1967, 1972, 1976, 1981, 1993, 1994, 2011, 2017, 2022
Finalist: 1935, 1936, 1956, 1960, 1965, 1974, 1977, 1978, 1979, 1988, 1989, 2006
Supercup (Malta)1993, 2017

## Floriana FC in Europa
Floriana FC speelt sinds 1961 in diverse Europese competities. Hieronder staan de competities en in welke seizoenen de club deelnam:
- Champions League (2x)

1993/94, 2020/21
- Europacup I (6x)

1962/63, 1968/69, 1970/71, 1973/74, 1975/76, 1977/78
- Europa League (4x)

2011/12, 2012/13, 2017/18, 2020/21
- Conference League (3x)

2022/23, 2024/25, 2025/26
- Europacup II (10x)

1961/62, 1965/66, 1966/67, 1967/68, 1972/73, 1976/77, 1978/79, 1981/82, 1988/89, 1994/95
- UEFA Cup (3x)

1991/92, 1992/93, 1996/97
- Intertoto Cup (4x)

1995, 1997, 1999, 2000
- Jaarbeursstedenbeker (1x)

1969/70

## Bekende (ex-)spelers
- Alandson Jansen Da Silva
- Yala Bolasie
- Vata